# Diopisthoporidae
De Diopisthoporidae is een familie uit de orde Acoela.

## Geslachten
Het volgende geslacht is bij de familie ingedeeld:
- Diopisthoporus Westblad, 1940